# Shir Tzedek
Shir Tzedek (hebreo:שיר צדק, l, 22 de agosto de 1989, Beit Alfa, Israel) es un futbolista profesional que juega en la posición de defensa en el Maccabi Netanya, de la Liga Premier de Israel.

## Selección nacional
Ha sido internacional con la selección de fútbol de Israel desde 2012, cuando debutó en un partido amistoso contra Ucrania. Hasta ahora ha jugado 16 partidos internacionales.

## Clubes
| Club                       | País   | Año       |
| -------------------------- | ------ | --------- |
| Hapoel Ironi Kiryat Shmona | Israel | 2008-2015 |
| Hapoel Be'er Sheva         | Israel | 2015-2021 |
| Maccabi Netanya            | Israel | 2021-     |

## Palmarés

### Campeonatos nacionales
| Título                 | Club                       | País   | Año     |
| ---------------------- | -------------------------- | ------ | ------- |
| Copa Toto Leumit       | Hapoel Ironi Kiryat Shmona | Israel | 2009-10 |
| Liga Leumit            | Hapoel Ironi Kiryat Shmona | Israel | 2009-10 |
| Copa Toto Al           | Hapoel Ironi Kiryat Shmona | Israel | 2010-11 |
| Liga Premier de Israel | Hapoel Ironi Kiryat Shmona | Israel | 2011-12 |
| Copa Toto Al           | Hapoel Ironi Kiryat Shmona | Israel | 2011-12 |
| Copa de Israel         | Hapoel Ironi Kiryat Shmona | Israel | 2013-14 |
| Liga Premier de Israel | Hapoel Be'er Sheva         | Israel | 2015-16 |
| Supercopa de Israel    | Hapoel Be'er Sheva         | Israel | 2016    |
| Copa Toto Al           | Hapoel Be'er Sheva         | Israel | 2016-17 |
| Liga Premier de Israel | Hapoel Be'er Sheva         | Israel | 2016-17 |
| Supercopa de Israel    | Hapoel Be'er Sheva         | Israel | 2017    |
| Liga Premier de Israel | Hapoel Be'er Sheva         | Israel | 2017-18 |
| Copa de Israel         | Hapoel Be'er Sheva         | Israel | 2019-20 |